# 纳克茶卡
纳克茶卡（藏語：ནག་ཚྭ་ཁ།，威利转写：nag tshwa kha，THL：Nak Tsakha）位于中国西藏自治区那曲市尼玛县境内，地处尼玛县中北部，琵琶湖西北12公里，确旦日山东坡。湖面海拔4889米，面积31.2平方公里。湖区气候寒冷干燥，年均气温-6℃，年均降水量约150毫米。湖水主要依靠泉水补给，集水区面积575.8平方公里。